# 三渌水库
三渌水库是中国广西壮族自治区贵港市覃塘区东龙镇境内的一座水库，位于鲤鱼江支流三江河上，建于1956年。水库正常库容为1322万立方米，集雨面积为33平方千米，海拔为132.6米。